# Tehuamixtle

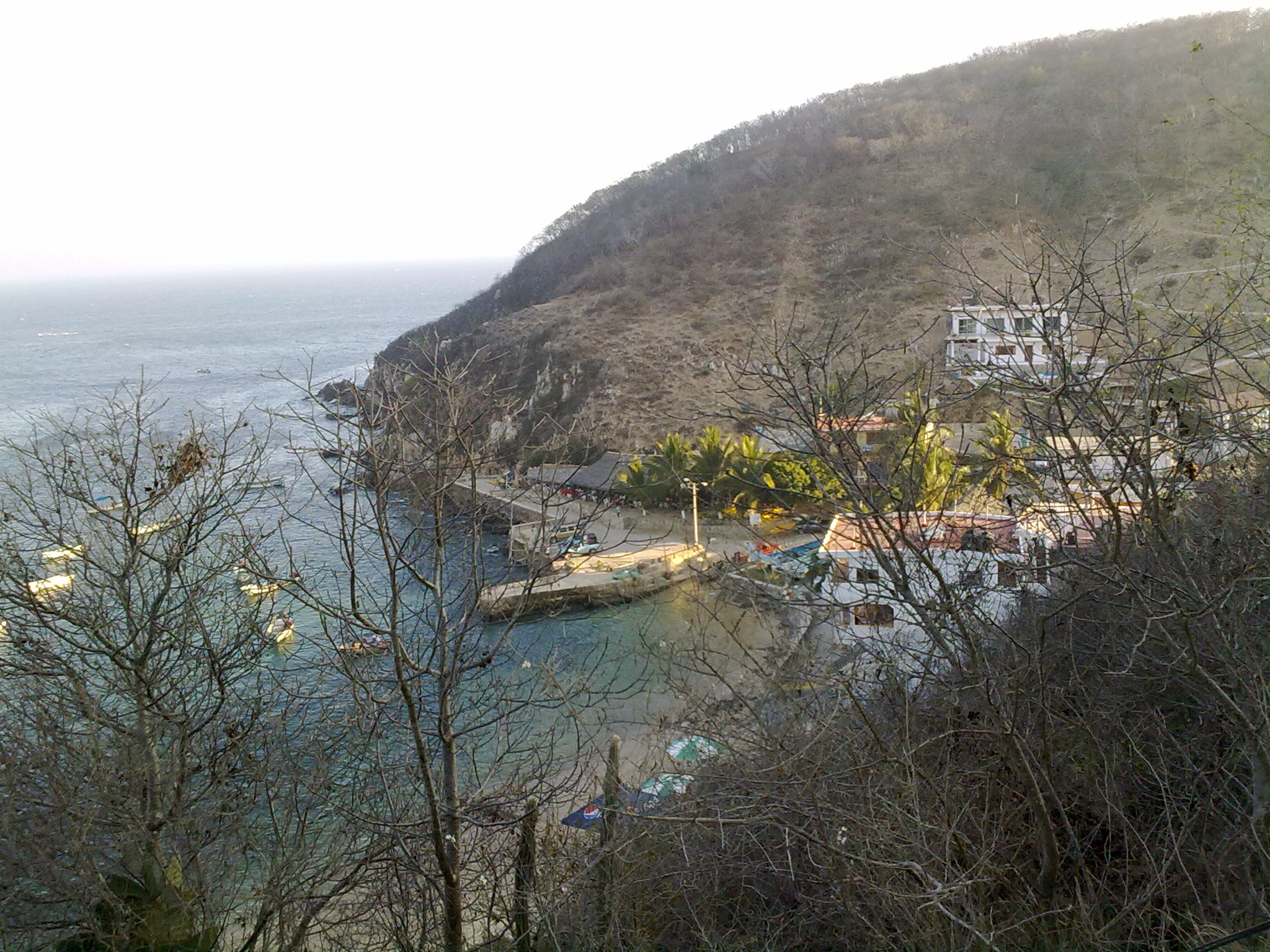
Tehuamixtle, Cabo Corrientes, Jalisco.

Bahía Tehuamixtle es una bahía en México.  Se encuentra en el municipio de Cabo Corrientes, estado de Jalisco, en la parte suroeste del país, a 700 km al oeste de la capital, Ciudad de México.
Clima de sabana prevalece en la región. Temperatura media anual de la zona es de 24 °C. El mes más caliente es mayo, cuando la temperatura media es de 27 °C, y el más frío es enero, con 22 °C [2]. La precipitación media anual es de 1.415 mm. El mes más húmedo es de septiembre con un promedio de 403 mm de precipitación, y el más seco es abril, con 1 mm de precipitación.
El lugar es famoso por varias razones, entre ellas están sus ostiones y por el barco hundido, una embarcación camaronera que se hundió en el año de 1920.
Esta zona se encuentra en expansión incrementando el número de hoteles y posadas.

## Hoteles, Posadas[5]
- Hotel Acantilado
- Cabañas El Cielito
- Hotel Las Brisas
- Villas Lagomar